# A Viagem do Elefante
A Viagem do Elefante é um romance de 2008 do escritor português, Nobel de Literatura de 1998, José Saramago. O romance retrata a ida do paquiderme indiano Salomão de Belém (Lisboa) até à Áustria, mandado pelo Rei D. João III, onde será o presente de casamento de Maximiliano II, à época arquiduque da Áustria.
Os "bastidores" da escrita deste romance foram filmados pelo diretor Miguel Gonçalves Mendes e transformados no documentário José e Pilar.
Durante a escrita da obra, em 2007, José Saramago estava muito doente, em risco de morte. No entanto, conseguiu terminá-la..
```
"Sempre chegamos ao sítio onde nos esperam." 
```

Assim começa este romance sobre a viagem do elefante Salomão de Lisboa a Viena.

## Personagens
- Elefante Salomão
- Arquiduque
- Fritz, o cornaca.

## Laureados
- Prêmio São Paulo de Literatura de 2009 — finalistas de Melhor Livro do Ano (edição brasileira)[5]
- Oxford-Weidenfeld Translation Prize de 2011 — vencedor (tradução inglesa)[6]

## Edições
Edições em português
- A Viagem do Elefante, Portugal: Editorial Caminho, 2008.
- A Viagem do Elefante, Brasil: Companhia das Letras, 2008.
- A Viagem do Elefante, Angola: Editorial Nzila, 2008.
- A Viagem do Elefante, Moçambique: Editorial Ndjira 2009.

Traduções
- Tradução albanesa por Nasi Lera, Udhëtimi i elefantit, Tiranë: Botimet Dudaj, 2012. ISBN 978-99-9430-272-7
- Tradução alemã por Marianne Gareis, Die Reise des Elefanten, Hamburg: Hoffmann und Campe, 2010. ISBN 978-34-5540-279-7
- Tradução catalã por Núria Prats Espar, El Viatge de l'elefant, Barcelona: Edicions 62, 2009. ISBN 978-84-2976-177-1
- Tradução dinamarquesa por Mone Hvass, Elefantens rejse, København: Samlerens Forlag, 2010. ISBN 978-87-6381-180-4
- Tradução eslovaca por Miroslava Petrovská, Cesta slona, Bratislava: Slovart, 2010. ISBN 978-80-8085-808-7
- Tradução finlandesa por Sanna Pernu, Elefantin matka, Helsinki: Tammi, 2011. ISBN 978-95-1315-773-9
- Tradução inglesa por Margaret Jull Costa

Edição do Reino Unido: The Elephant's Journey, London: Harvill Secker, 2010. ISBN 978-18-4655-360-8
Edição dos EUA: The Elephant's Journey, Boston: Houghton Mifflin Harcourt, 2010. ISBN 978-05-4735-258-9
- Tradução italiana por Rita Desti, Il viaggio dell'elefante, Torino: Einaudi, 2009. ISBN 978-88-0619-433-8
- Tradução neerlandesa por Harrie Lemmens, De tocht van de olifant, Amsterdam: Meulenhoff, 2009. ISBN 978-90-2908-450-5
- Tradução russa por Александр Богдановский, Странствие слона, Москва: Эксмо, 2011. ISBN 978-5-699-50679-8
- Tradução sérvia por Jasmina Nešković, Putovanje jednog slona, Beograd: Laguna, 2012. ISBN 978-86-521-1032-2
- Tradução turca por Pınar Savaş, Filin yolculuğu, İstanbul: Turkuvaz kitap, 2009. ISBN 978-60-5406-962-0